# 新旺街道
新旺街道是中华人民共和国山西省大同市平城区下辖的一个乡。

## 建置沿革
- 2021年3月，撤销新旺乡，设立新旺街道。以原新旺乡的安信、和信2个社区居委会和新泉村委会，原向阳里街道的柳港园西院、柳港园东院、柳港园南院、文博苑、向阳东街、工农路北、向阳西街、福寓苑、馨泰花园、工农路10个社区居委会，原东街街道的御锦源、新泉东街、御河九号3个社区居委会的行政区域为新旺街道的行政区城。[2]
- 2021年6月9日，柳港园A社区名称变更为柳港园西院社区；柳港园B社区名称变更为柳港园东院社区、柳港园C社区名称变更为柳港园南院社区，财富官邸社区名称变更为新泉东街社区，同时按照人口和面积科学合理划分社区管理服务区域。[3]

## 行政区划
新旺街道下辖以下村级行政区划单位：
五爱村、永久村、解放村、新华村、先锋村、和平村、新民村、永宁村、新旺村、新中村、红旗村、新泉村和新胜村。
2021年6月9日调整后，新旺街道优化调整后设1个村（新泉村）15个社区（安信、和信、柳港园西院、柳港园东院、柳港园南院、文博苑、向阳东街、工农路北、向阳西街、福寓苑、馨泰花园、工农路、御锦源、新泉东街、 御河九号）。